# Nick Fry
Pour les articles homonymes, voir Fry.
Nick Fry (né le 29 juin 1956 en Grande-Bretagne) est une personnalité britannique du sport automobile. Depuis 2009, il fait partie des propriétaires de l'écurie Brawn GP Formula One Team en Formule 1.

## Biographie
Diplômé en économie de l'Université du pays de Galles, Nick Fry intègre le monde de l'automobile dès 1977, avec un poste de commercial chez Ford. Il passe plus de 20 années au sein du géant américain, pour des responsabilités de plus en plus élargies, avant de rejoindre en 2001 la société Prodrive de David Richards. Un an plus tard, à la suite de l'entrée de Prodrive dans le capital de l'écurie de Formule 1 British American Racing, il en devient le directeur du management, c’est-à-dire le bras droit de David Richards à la tête de l'équipe. 
Fin 2004, Honda rachète 45 % de BAR, ce qui provoque le départ de Prodrive et de Richards. Mais ayant su gagner la confiance de Honda, Nick Fry est quant à lui nommé à la tête de l'écurie. Un poste qu'il conserve fin 2005 lorsqu'à la suite de son rachat complet, British American Racing cède la place au Honda Racing F1 Team. Sous sa direction, l'écurie japonaise enregistre des résultats sportifs particulièrement décevants en 2007 et 2008, saison à l'issue de laquelle Honda, pretextant la crise économique, décide de mettre un terme à son implication en Formule 1 et de revendre l'équipe. La responsabilité de Nick Fry est notamment pointée du doigt en raison de l'absence de sponsor titre durant ces deux saisons, l'opération Earh Dream s'étant avérée particulièrement désastreuse d'un point de vue financier.
En mars 2009, l'écurie Honda est rachetée par plusieurs membres de l'écurie dont Ross Brawn et Nick Fry, et prend le nom de Brawn GP Formula One Team. Même s'il apparait marginalisé au sein de la nouvelle structure dirigeante, Brawn confirme que Fry est toujours le CEO de l'équipe.